# Jhereg
Jhereg – amerykańska powieść fantasy z 1983, autorstwa Stevena Brusta. Oryginalnie została opublikowana przez Ace Books. Jest pierwszą książką z serii o Vladzie Taltosie. Na jej podstawie Marvel Comics stworzyło powieść graficzną w 1987 pod tytułem  Steven Brust's JHEREG. Polskie wydanie książki ukazało się w 2002, nakładem Domu Wydawniczego Rebis w tłumaczeniu Jarosława Kotarskiego.

## Fabuła
Akcja książki rozgrywa się w Adrilance, stolicy planety Dragaera, na której mieszkają elfy i ludzie. Główny bohater, baronet Vlad Taltos należy do lokalnej mafii. Jest zawodowym zabójcą oraz czarnoksiężnikiem, który musi wykonać kontrakt.